# Hniezdne
Hniezdne és un poble i municipi d'Eslovàquia. Es troba a la regió de Prešov, al nord del país.

## Història
La primera referència escrita de la vila data del 1286.

## Demografia
| Godina             | 1994 | 2004   | 2014   | 2024   |
| ------------------ | ---- | ------ | ------ | ------ |
| Nombre de persones | 1370 | 1397   | 1446   | 1401   |
| Diferència         |      | +1,97% | +3,50% | −3,11% |

| Godina             | 2023 | 2024   |
| ------------------ | ---- | ------ |
| Nombre de persones | 1409 | 1401   |
| Diferència         |      | −0,56% |